# Guerras de Castro
Las Guerras de Castro fueron una serie de enfrentamientos militares que se produjeron a mediados del siglo XVII en torno a la antigua ciudad de Castro (ubicada en la actual región del Lacio, Italia), y que finalmente causaron la destrucción de la localidad el 2 de septiembre de 1649. El conflicto fue el resultado de una lucha de poder entre el Papado (representado por miembros de dos familias romanas profundamente arraigadas y sus papas, los Barberini y Urbano VIII, y los Pamphili e Inocencio X) y los duques Farnesio de Parma, que controlaban Castro y sus territorios circundantes (el ducado de Castro).

## Precedentes
La política papal de mediados del siglo XVII fue compleja, con frecuentes cambios en las alianzas militares y políticas en el orbe católico. Si bien es difícil rastrear los orígenes precisos de la disputa entre el ducado de Parma y el papado, sus orígenes pueden buscarse en las maniobras políticas desarrolladas en los años o incluso décadas anteriores al inicio de la acción militar.
En 1611, un grupo de conspiradores, nobles de Módena y de Mantua, fue acusado de tramar una conjura para asesinar a Ranuccio I Farnesio y a otros miembros de la familia Farnesio en Parma. En realidad, la conspiración se había "descubierto" cuando un prisionero (encarcelado por otros delitos) confesó el complot e implicó a miembros de varias casas nobles. Aunque las acusaciones probablemente fueran falsas, 100 de los "conspiradores" fueron torturados y finalmente ejecutados en la plaza principal de Parma en 1612. Muchas de sus propiedades fueron confiscadas, dejando entonces a un gran número de nobles justificadamente descontentos. Hasta su muerte en 1622, Ranuccio mantuvo una actitud paranoica ante futuros intentos de asesinato y ante las maldiciones de brujas y herejes. Persiguió ferozmente a las "brujas" y a los presuntos conspiradores, e incluso mandó quemar viva a su propia amante, Claudia Colla, convencido de que otras familias nobles conspiraban para propiciar su caída.
Sin embargo, las tensiones entre los Farnesio y otros nobles italianos no se limitaron a los sucesos locales de Parma. El historiador Leopold von Ranke da cuenta de una visita de Eduardo I Farnesio a Roma y  a Plasencia en 1639. El duque llegó a Roma con gran fanfarria, y recibió regalos y fue escoltado por la ciudad por los cardenales nepotes del papa Urbano Antonio Barberini y Francesco Barberini. Pero el duque se negó a mostrar la debida deferencia al otro sobrino del papa; el recién nombrado prefecto de Roma, Taddeo Barberini. Cuando el duque se preparaba para partir, sugirió que sería apropiado que se le proporcionase una escolta de la ciudad (ordinariamente, reservada para los soberanos de Toscana). Francesco Barberini se negó. El duque se despidió, pero instó al papa a castigar a sus dos sobrinos cardenales.
Los sobrinos, furiosos, convencieron al papa para que castigara al duque prohibiendo la distribución en Roma y sus alrededores de los cargamentos de grano procedentes de Castro, privando así al duque de una importante fuente de ingresos. Los acreedores romanos del duque Eduardo Farnesio vieron su oportunidad para recuperar el dinero que se les debía. El duque no podía pagar sus deudas, acumuladas en aventuras militares contra la Casa de Austria en Milán y debido a su vida repleta de lujos. Los acreedores, una vez que el duque no pudo pagarles, buscaron la ayuda del papa, quien recurrió a la acción militar para intentar forzar el pago.

## Preparativos para la guerra
El papa Urbano VIII respondió a las peticiones de los acreedores del duque Eduardo Farnesio, enviando a su sobrino Antonio, a Fabrizio Savelli y al marqués Luigi Mattei a ocupar la ciudad de Castro. Las fuerzas papales también incluían a los comandantes Achille d'Étampes de Valençay y al marqués Cornelio Malvasia.
Al mismo tiempo, el papa envió al cardenal Bernardino Spada como plenipotenciario para intentar resolver la crisis. Spada negoció con éxito una tregua, pero cuando los líderes militares del papa se percataron de que el duque estaba concentrando tropas para contrarrestar a las suyas (en caso de que las conversaciones con Spada fracasaran), Urbano VIII declaró nulos los artículos de paz y alegó que Spada los había negociado sin su consentimiento. Posteriormente, Spada publicó un manifiesto con su versión de los hechos, que, según su contemporáneo John Bargrave (1610-1680), muchos aceptaron como cierta.
Urbano VIII había estado concentrando tropas en Roma durante 1641. Mercenarios y tropas regulares llenaban las calles y Antonio Barberini se vio obligado a poner en práctica medidas especiales para mantener la autoridad sobre la ciudad. Pero el papado necesitaba aún más tropas. El duque de Ceri, encarcelado por herir a un oficial papal en una disputa sobre la administración del ducado de Ceri, y Mario Frangipani, encarcelado por cometer un asesinato en sus propiedades, fueron indultados por el papa y se les otorgó el mando de las tropas papales.

## Primera Guerra de Castro
El 12 de octubre, Luigi Mattei lideró a 12.000 soldados de infantería y hasta 4.000 jinetes contra la ciudad fortificada. Las fuerzas del Papa se encontraron con un contingente de tan solo 40 soldados que custodiaban un puente que conducía a la ciudad. Una breve descarga de fuego de cañón, que causó una sola muerte, fue suficiente para provocar la capitulación de los defensores del puente. Castro y varias otras pequeñas localidades cercanas se rindieron. Sin embargo, Fabrizio Savelli demostró ser un comandante poco activo. En consecuencia, el ejército se dividió en tres y el sobrino del Papa, Taddeo Barberini, reemplazó a Savelli como generalísimo, llegando con un contingente a la ciudad papal de Ferrara el 5 de enero de 1642. El 11 de enero se presentó en su honor la ópera L'Armida, del compositor de la casa Barberini, Marco Marazzoli, que también compuso la obra "Le pretensioni del Tebro e del Po" para conmemorar los recientes acontecimientos.
El 13 de enero, el papa Urbano excomulgó a Eduardo Farnesio, y abolió el derecho del duque a sus feudos (que había concedido a la familia Farnesio el papa Paulo III, tatarabuelo de Eduardo, en 1545). Por su parte, Eduardo Farnesio contraatacó con una campaña militar propia, esta vez sobre el estado papal, y sus fuerzas pronto estuvieron lo suficientemente cerca como para amenazar a Roma. Pero el duque no fue capaz de proseguir su avance y el Papa logró fortificar Roma y reclutar un nuevo ejército, esta vez de 30.000 soldados, suficiente para expulsar a Farnesio de su territorio. A continuación, Eduardo forjó alianzas con Venecia, Módena y Toscana, que estaba bajo el mando de su cuñado, Fernando II de Médici.
Al principio, el Papa Urbano amenazó con excomulgar a cualquiera que ayudara a Eduardo Farnesio, pero sus aliados insistieron en que su conflicto no era con el Papado, sino con la familia Barberini (de la que el papa era miembro). Al no lograrlo, el Papa intentó recurrir a antiguas alianzas y recurrió a España en busca de auxilio. Sin embargo, recibió poca ayuda, ya que las fuerzas españolas estaban totalmente ocupadas por la Guerra de los Treinta Años. De hecho, la mayoría de las tropas que luchaban del lado del papado eran francesas, y la mayoría de las que luchaban por el ducado de Parma eran alemanas.
Exasperado, el Papa aumentó los impuestos y reclutó fuerzas adicionales, y la guerra continuó con el Cardenal Antonio Barberini (hermano de Tadeo) cosechando éxitos contra los venecianos y los modeneses. Sin embargo, las fuerzas papales sufrieron derrotas significativas en la zona del lago Trasimeno a manos de los toscanos (la «Batalla de Mongiovino»). Luchando de una manera más propia de las guerras del siglo XVIII, hacia la segunda mitad de 1643 ninguno de los bandos había avanzado significativamente, aunque ambos habían gastado importantes cantidades de dinero para perpetuar el conflicto. Se ha sugerido que el Papa Urbano y las fuerzas leales a los Barberini gastaron unos 6 millones de táleros durante los cuatro años del conflicto correspondientes al reinado del Papa Urbano.
Las fuerzas papales sufrieron una derrota crucial en la «Batalla de Lagoscuro» el 17 de marzo de 1644 y se vieron obligadas a rendirse. Antonio Barberini estuvo a punto de ser capturado, y se salvó «solo gracias a la agilidad de su caballo». La paz se acordó en Ferrara el 31 de marzo.
Según los términos de la paz, Eduardo Farnesio fue readmitido en la Iglesia católica y se le devolvieron sus feudos. Se permitieron de nuevo los envíos de grano de Castro a Roma, y el marqués quedó obligado a reanudar los pagos a sus acreedores romanos. Este acuerdo de paz puso fin a la Primera Guerra de Castro y fue ampliamente considerado una vergüenza para el papado, incapaz de imponer su voluntad mediante el uso de la fuerza militar. Se dice que Urbano estaba tan angustiado que, tras firmar los acuerdos de paz, sufrió una severa enfermedad que lo acompañó hasta su muerte.

### Muerte de Urbano VIII y exilio de los Barberini
El papa Urbano VIII murió solo unos meses después de que se acordara la paz, el 29 de julio; y el 15 de septiembre fue elegido papa Inocencio X (miembro de la familia Pamphili) para reemplazarlo. Casi inmediatamente, Inocencio X comenzó una investigación sobre la financiación del conflicto. En total, se estima que la primera guerra le costó al papado unos 12 millones de escudos, y se debieron recaudar impuestos especiales sobre los residentes de Roma para rellenar las arcas de la iglesia. Los sobrinos del papa Urbano VIII que habían liderado los ejércitos papales, los hermanos Antonio Barberini (Antonio el Joven), Taddeo Barberini y Francesco Barberini, se vieron obligados a abandonar Roma y huir a Francia, asistidos por el Cardenal Mazarino. Allí dependieron de la hospitalidad del rey Luis XIV.
Taddeo Barberini murió en París en 1647, pero en 1653 Antonio y Francesco Barberini pudieron regresar a Roma tras sellar una reconciliación con Inocencio X mediante el matrimonio de Maffeo Barberini (hijo de Taddeo), con Olimpia Giustiniani (sobrina de Inocencio X). Posteriormente, también se restablecieron las relaciones con algunos antiguos aliados de Eduardo Farnesio, cuando la hija de Taddeo, Lucrecia Barberini, se casó con Francisco I de Este, quien había liderado las fuerzas modenesas contra los Barberini.

## Segunda Guerra de Castro

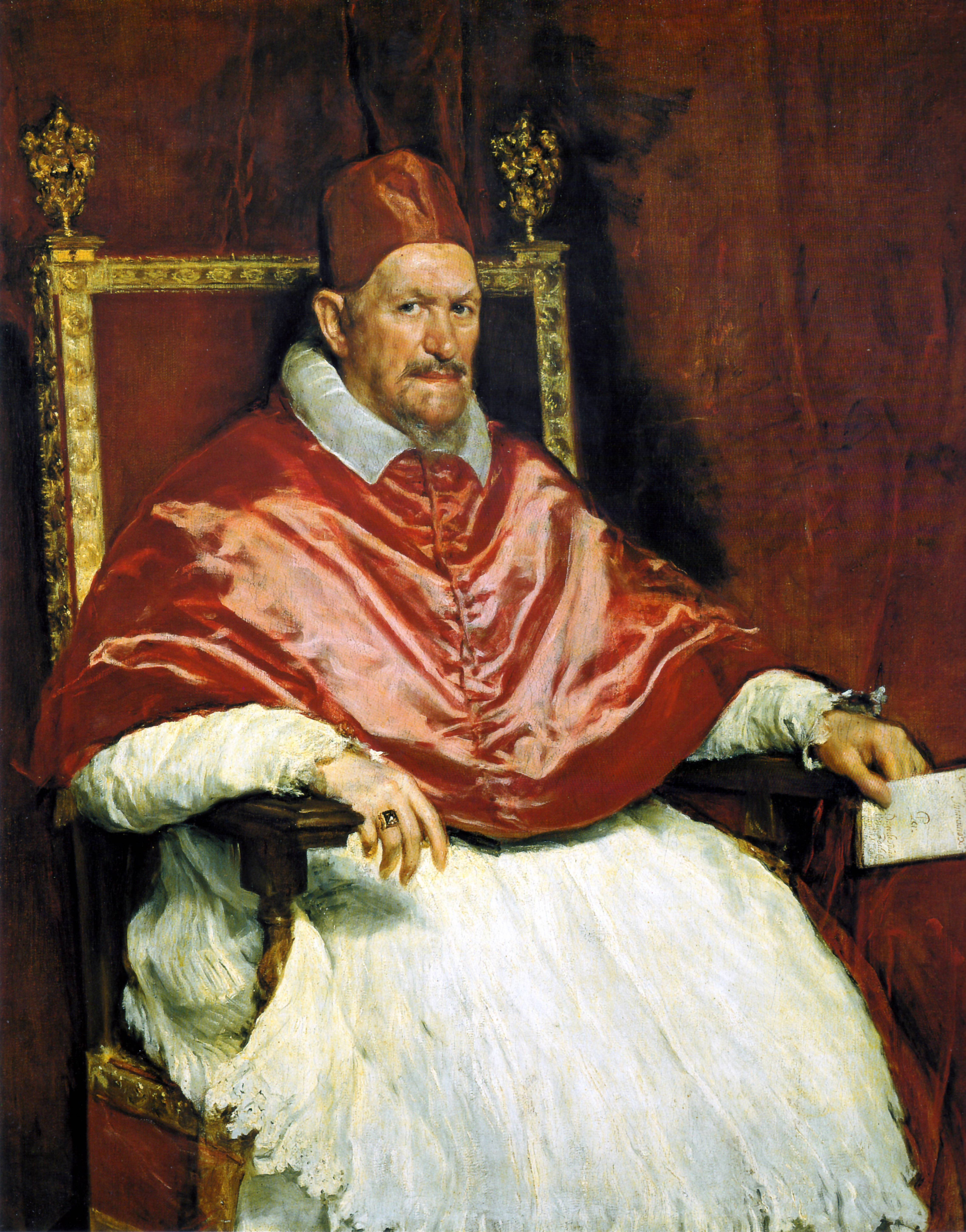
El papa Inocencio X, por cuyas órdenes la ciudad de Castro fue destruida. Retrato obra de Diego Velázquez

Con la paz acordada y los poderosos Barberini muertos o exiliados, los ciudadanos de Castro quedaron en paz. Pero Eduardo Farnesio, quien había firmado el acuerdo de paz original, murió en 1646 y fue sucedido por su hijo Ranuccio II Farnesio.
En 1649, Ranuccio se negó a pagar a los acreedores romanos, como había acordado su padre en el tratado firmado cinco años antes. También se negó a reconocer al nuevo obispo de Castro, monseñor Cristóbal Giarda, nombrado por Inocencio X. Cuando el obispo fue asesinado mientras se dirigía a Castro, cerca de Monterosi, el papa Inocencio X acusó al duque Ranuccio y a sus partidarios de haberlo asesinado.
En represalia por este presunto crimen, fuerzas leales al papa marcharon sobre Castro. Ranuccio intentó resistir a las fuerzas del papa, pero fue derrotado por Luigi Mattei. El 2 de septiembre, por orden del papa, la ciudad fue completamente destruida. Las tropas del papa Inocencio no solo demolieron las fortificaciones y los edificios generales de Castro, sino también las iglesias, para cortar por completo todos los vínculos entre la ciudad y el Papado. Como último insulto, las tropas destruyeron la casa del duque Ranuccio, el palacio de la familia Farnesio, donde erigieron una columna con la leyenda «Qui fu Castro» (Aquí estaba Castro).
El duque Ranuccio II se vio obligado a ceder el control de los territorios en torno a Castro al Papa, quien intentó usar las tierras para saldar las deudas con los acreedores de Ranuccio. Esto marcó el final de la Segunda Guerra de Castro y la desaparición de la propia localidad de Castro: la ciudad nunca fue reconstruida.